# Apatura iolata
Apatura iolata är en fjärilsart som beskrevs av Cabeau 1910. Apatura iolata ingår i släktet Apatura och familjen praktfjärilar. Inga underarter finns listade i Catalogue of Life.